# The Onyas
The Onyas son una banda australiana de punk. Se formaron en Brisbane en 1991. Los miembros son: John "Mad Macka" McKeering (voz, guitarra) y los hermanos Richard "Stanners" Stanley (bajo) y Jordan "Jaws" Stanley (batería). Aunque su último disco fue publicado en el año 2000, continúan en activo ocasionalmente.
El 19 de octubre de 1996 telonearon a los Sex Pistols en el Festival Hall de Melbourne durante la gira de los británicos denominada irónicamente Filthy Lucre Tour.
The Onyas hicieron cinco giras internacionales. Estuvieron tres veces en Europa (1996, 1997 y 1998) y dos en Estados Unidos (1997 y 2000).
En 1997 hicieron la gira Booze 'n' Speed por España junto con los valencianos Los Perros y los asturianos Los Ass-Draggers.
A raíz de esta gira, el guitarrista de los Perros, Joseber, se desplazó en 1997 unos meses a Australia y durante un tiempo fue el segundo guitarrista de The Onyas.
Desde 2007, John McKeering es también el guitarrista de los Cosmic Psychos.
Para celebrar el 25 aniversario de la banda, dieron un concierto el 1 de abril de 2016 en la sala The Tote de Melbourne.

## Miembros
Formación actual
- John McKeering – voz, guitarra
- Richard Stanley – bajo
- Jordan Stanley – batería

Formaciones ocasionales
1992
- John McKeering – voz, guitarra
- Anton Bladwell – guitarra
- Richard Stanley – bajo
- Jordan Stanley – batería

1997
- John McKeering – voz, guitarra
- José Bernardo "Joseber" Tolosa – guitarra
- Richard Stanley – bajo
- Jordan Stanley – batería

## Discografía

### Casetes
- Brack (1991) – Autoeditado

### Álbumes
- Get Shitfaced With The Onyas (1996) – Au-Go-Go
- Six! (1998) – Au-Go-Go

### Álbumes en directo
- Heterospective (2000) – Dropkick

### Singles
- "Beer Gut" (1994) – Au-Go-Go
- "Live For Rejection" (1994) – Lance Rock
- "London... Paris... Bracken Ridge!" (1997) – 1 + 2
- "Live For Rejection" (1996) – Man's Ruin
- "Hit You Up The Guts" (1996) – Rock & Roll Inc.
- "Drink 'Em Up Motherfuckers!" (1998) – Sheep
- "Three More Hits From The Onyas" (1999) – Junk
- "Admission Of A Lifestyle" (2000) – Dropkick

### Discos compartidos
- Con Big Bongin' Baby: "The Onyas & Big Bongin' Baby" (1994) – Destroyer
- Con The Rockford Files: "Pissin' & Peckin' With The Onyas" (1995) – Knuckledrag